# Деррік Люкассен
Деррік Люкассен (нід. Derrick Luckassen; нар. 3 липня 1995, Амстердам) — нідерландський футболіст, захисник кіпрського клубу «Пафос».
Виступав, зокрема, за клуби АЗ, ПСВ та «Андерлехт», а також молодіжну збірну Нідерландів.
Чемпіон Нідерландів.

## Клубна кар'єра
Народився 3 липня 1995 року в місті Амстердам. Вихованець футбольної школи клубу АЗ. Дорослу футбольну кар'єру розпочав 2014 року в основній команді того ж клубу, в якій провів три сезони, взявши участь у 65 матчах чемпіонату. Більшість часу, проведеного у складі «АЗ», був основним гравцем захисту команди.
Своєю грою за цю команду привернув увагу представників тренерського штабу клубу ПСВ, до складу якого приєднався 2017 року. Відіграв за команду з Ейндговена наступний сезон своєї ігрової кар'єри.
Згодом з 2018 по 2022 рік грав на правах оренди у складі команд «Герта», «Андерлехт», «Касимпаша» та «Фатіх Карагюмрюк».
До складу клубу «Маккабі» (Тель-Авів) приєднався 2022 року. Станом на 8 вересня 2023 року відіграв за тель-авівську команду 25 матчів в національному чемпіонаті.

## Виступи за збірні
У 2012 році дебютував у складі юнацької збірної Нідерландів (U-18), загалом на юнацькому рівні взяв участь у 8 іграх.
У 2014 році залучався до складу молодіжної збірної Нідерландів. На молодіжному рівні зіграв в 11 офіційних матчах, забив 1 гол.

## Титули і досягнення
- Чемпіон Нідерландів (1):

ПСВ: 2017-2018
- Володар Суперкубка Нідерландів (1):

ПСВ: 2022
- Володар Кубка Тото (1):

«Маккабі» (Тель-Авів): 2023-2024
- Чемпіон Кіпру (1):

«Пафос»: 2024-2025